# لشکر ۹ ژاپن
لشکر ۹ ژاپن (انگلیسی: 9th Division) یکی از نه لشکر پیاده‌نظام فعال نیروی زمینی دفاع‌ازخود ژاپن است. این لشکر تابع ارتش شمال شرقی است و مقر آن در آئوموری قرار دارد. مسئولیت لشکر نهم، دفاع از استان‌های آکیتا، آئوموری و ایواته است. این لشکر در ۱۵ اوت ۱۹۶۲ تأسیس شد.
لشکر نهم که متشکل از سه هنگ پیاده‌نظام است، وظیفه دفاع و امنیت در سه استان شمالی توهوکو (آئوموری، ایواته و آکیتا)، امدادرسانی در بلایا، همکاری‌های مدنی و فعالیت‌های مشارکت بین‌المللی را بر عهده دارد. به ویژه، از آنجایی که این منطقه یکی از برف‌گیرترین مناطق ژاپن است، اغلب از این لشکر خواسته می‌شود هر زمستان، نیروهای خود را به منطقه فاجعه‌زده اعزام کند.